# Flagelo (biología)

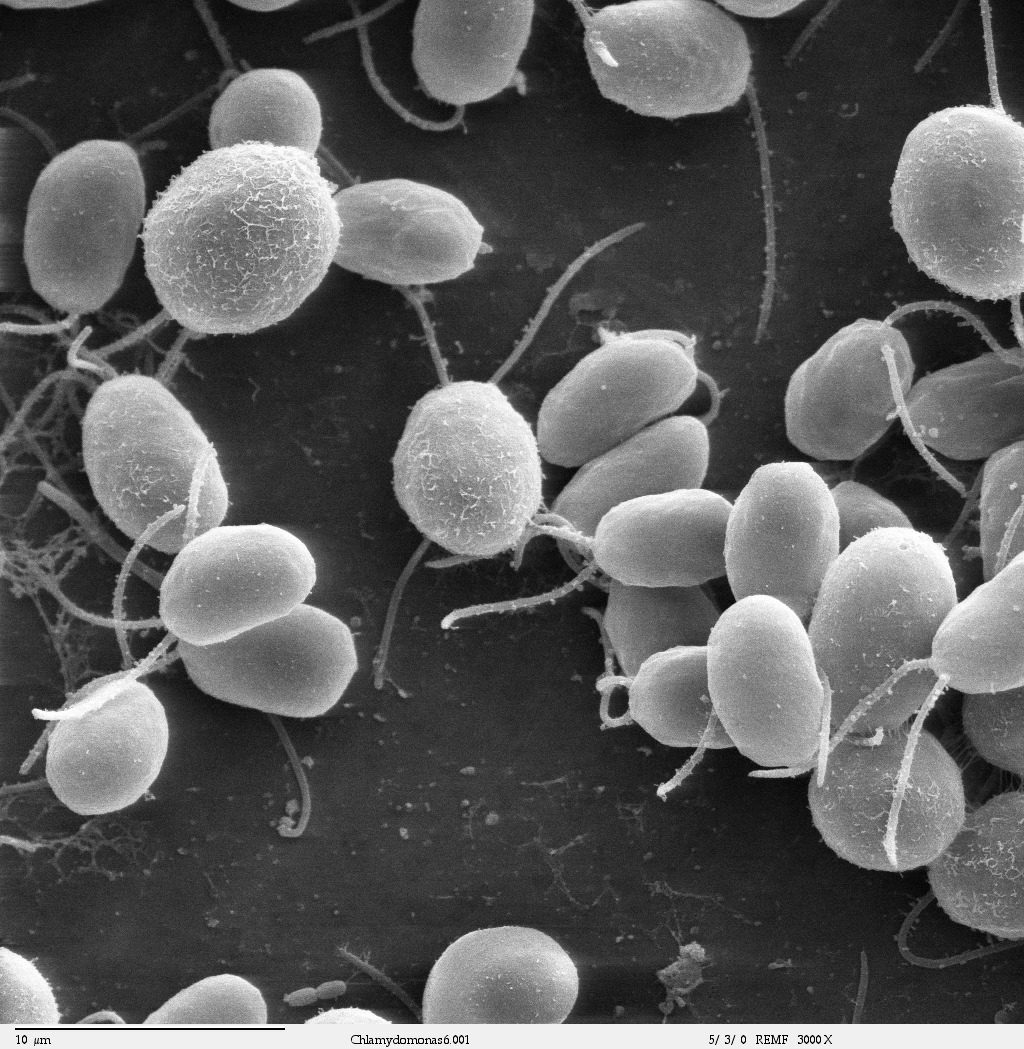
El alga verde Chlamydomonas presenta dos flagelos.

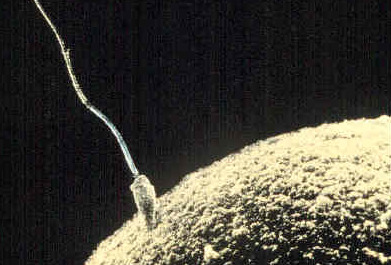
Espermatozoide fecundando un óvulo.

Un flagelo es un apéndice móvil con forma de látigo presente en muchos organismos unicelulares y en algunas células de organismos pluricelulares. Normalmente los flagelos son usados para el movimiento, aunque algunos organismos pueden utilizarlos para otras funciones. Por ejemplo, los coanocitos de las esponjas poseen flagelos que producen corrientes de agua que estos organismos filtran para obtener el alimento.
(también se encuentra en los espermatozoides).
Existen tres tipos de flagelos: eucariotas, bacterianos y arqueanos. En cada uno de estos tres dominios biológicos, los flagelos son diferentes tanto en estructura como en origen evolutivo. La característica común entre los tres tipos de flagelos es su apariencia superficial. Los flagelos de Eukarya (aquellos de las células de protistas, animales y plantas) son proyecciones celulares que baten generando un movimiento helicoidal. Los flagelos de Bacteria, son  mecanismos complejos en los que el filamento rota como una hélice impulsado por un microscópico motor giratorio. Por último, los flagelos de Archaea son superficialmente similares a los bacterianos, pero son diferentes en muchos detalles y se consideran no homólogos.
En 1957, al flagelo eucariota se le denominó 'peciloconto' (en griego palo complejo), al bacteriano 'proteroconto' (palo temprano) y al flagelo arqueano 'arquelo' (Archaellum); sin embargo, estos términos no se han popularizado.

## Flagelo eucariota
En los organismos eucariotas, los undulipodios o flagelos son estructuras poco numerosas, uno o dos por célula, con la excepción de algunos protoctistas unicelulares del grupo de los Excavata. Se distingue a las células acrocontas, que nadan con su flagelo o flagelos por delante, de las opistocontas, donde el cuerpo celular avanza por delante del flagelo. Esta última condición, evolutivamente más moderna, caracteriza a la rama evolutiva que reúne a los reinos hongos (Fungi) y animales (Animalia). Es la que observamos, sin ir más lejos, en los espermatozoides animales (incluidos, desde luego, los humanos).

Estructura del flagelo eucariota. 1-axonema, 2-membrana plasmática, 3-IFT (Transporte IntraFlagelar), 4-cuerpo basal, 5-sección del flagelo, 6-tripletes de microtúbulos del cuerpo basal.

Sección transversal del flagelo mostrando el axonema. 1-doblete externo de microtúbulos, 2-doblete interno de microtúbulos, 3-dos brazos de dineína, uno interno y otro externo, 4-radio, 5-puente de nexina, 6-membrana plasmática.

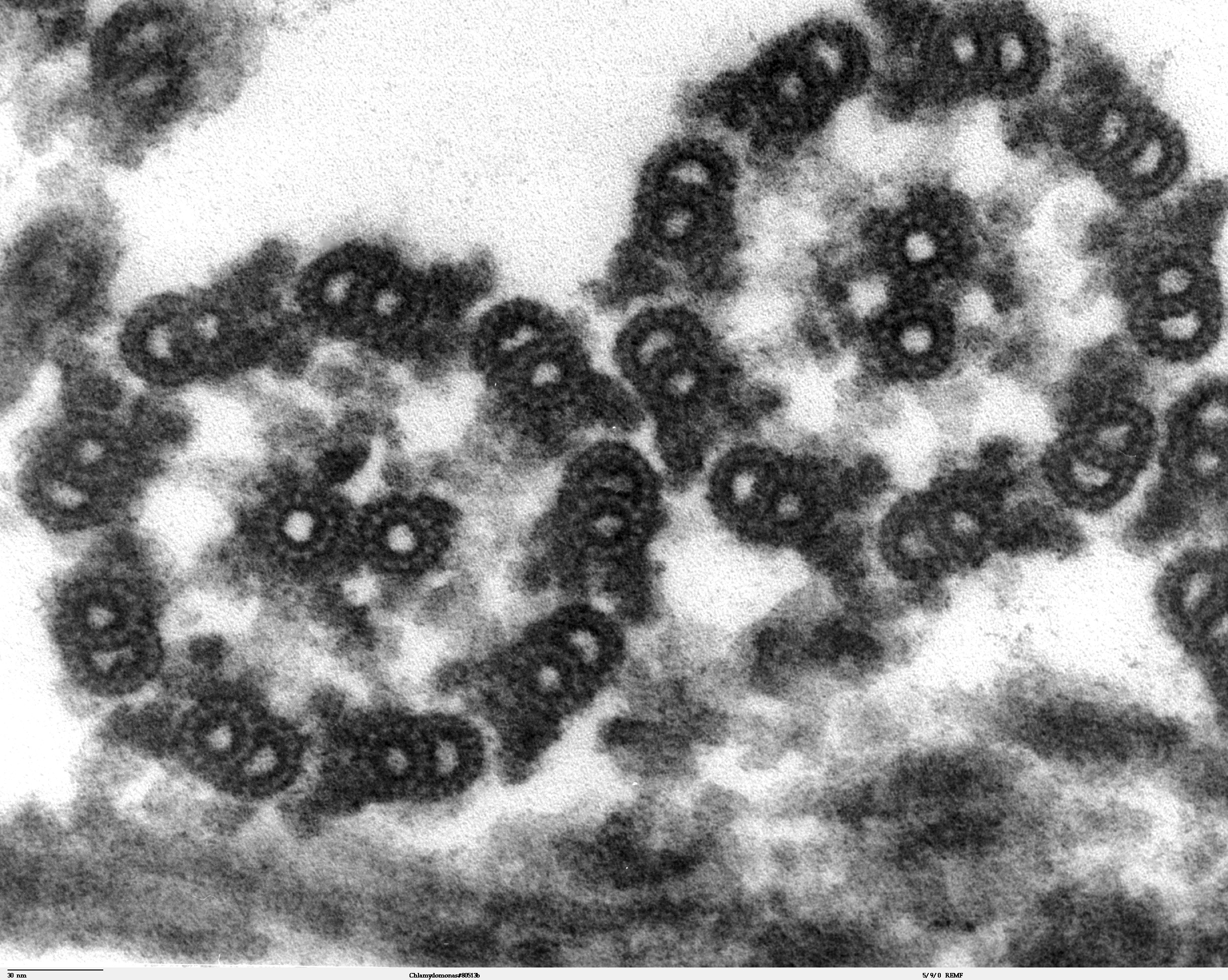
La estructura "9+2" del axonema es visible en esta micrografía de una sección de dos flagelos eucariotas.

### Estructura
Junto con los cilios, los flagelos eucariotas constituyen un grupo de estructuras conocidas como undulipodios. Su ultraestructura es esencialmente la misma, pero el flagelo generalmente se complica con otros elementos añadidos, resultando más grueso y más largo.  Otra diferencia es el patrón de batido (véase más abajo).
Esencialmente, la estructura del flagelo (al igual que la del cilio) es de una forma cilíndrica, de diámetro uniforme en toda su longitud, con una terminación redondeada, semiesférica. Su núcleo es un cilindro de nueve dobletes de microtúbulos que rodean a otros dos centrales. Esta estructura "9+2" se denomina axonema. Este núcleo se encuentra cubierto por la membrana plasmática, a fin de que el interior del flagelo sea accesible al citoplasma de la célula. En la base del flagelo eucariota se encuentra un cuerpo basal (también denominado blefaroplasto o cinetosoma), que es el centro de organización de microtúbulos para los microtúbulos flagelares, de alrededor de 500 nm de largo. Los cuerpos basales son estructuralmente idénticos a los centriolos. 
Cada uno de los dobletes de microtúbulos exteriores tiene asociado un par de brazos de dineína (uno interior y otro exterior). Estos brazos de dineína producen fuerza a través de la hidrólisis de ATP y consiguen que el flagelo se doble. De esta forma se consigue el batido de los flagelos. El axonema flagelar también contiene radios hechos de complejos de polipéptido que se extienden desde cada uno de los dobletes de microtúbulos exteriores hacia la pareja central, con la "cabeza" dirigida hacia el interior. Se cree que la cabeza interviene en la regulación del movimiento flagelar, aunque su función exacta y método de acción todavía no son bien entendidas.
Entre los dobletes de microtúbulos y la membrana se sitúan las partículas asociadas con el transporte intraflagelar (IFT), un proceso importante en el ensamblado del flagelo y el tráfico de proteínas en este compartimento celular. El movimiento de las subunidades axonemales, receptores transmembrana y otras proteínas arriba y abajo de la longitud del flagelo es esencial para el buen funcionamiento de este, tanto en la motilidad, como en la transducción de señales. En la dirección de salida de la célula, IFT es impulsado por cinesinas, mientras que en la dirección de entrada es impulsado por dineínas.
Los flagelos más estudiados son los de espermatozoides. En el espermatozoide de mamíferos, el flagelo (cola) está constituido por un axonema rodeado por las fibras externas densas (uno por cada doblete) que intervienen en el movimiento del flagelo. Por fuera de estas fibras, existen otras estructuras rodeando el complejo axonema-fibras: la vaina mitocondrial, si el corte es por la pieza intermedia, o la vaina fibrosa, si el corte se realiza en la pieza principal. La vaina mitocondrial está constituida por mitocondrias dispuestas en hélice que proporcionan la energía necesaria para el movimiento del flagelo. La vaina fibrosa son pares de estructuras proteicas (cada una rodea la mitad de las fibras densas). Parece que intervienen en la protección del axonema y quizás también en el movimiento del flagelo. Por fuera, de todo ello, se dispone la membrana plasmática.

### Patrones de batido de flagelos y cilios

Diferencia de patrón de batido entre flagelos y cilios. El flagelo realiza un movimiento helicoidal mientras que el cilio realiza movimientos cíclicos atrás y adelante, como un remo.

Aunque flagelos y cilios eucariotas son idénticos en ultraestructura, estos dos tipos de apéndices tienen patrones de batido diferentes. Los flagelos están diseñados para que uno solo de ellos (o unos pocos) pueda impulsar a la célula y lo hacen mediante un movimiento helicoidal; en contraste, los cilios están diseñados para actuar coordinadamente con otros muchos sobre la superficie celular con un movimientos cíclicos de batido.

## Flagelo bacteriano

El flagelo bacteriano es un apéndice movido por un motor rotatorio. El rotor puede girar a 6.000-17.000 rpm, pero el apéndice usualmente solo alcanza 200-1000 rpm. 1-filamento, 2-espacio periplásmico, 3-codo, 4-juntura, 5-anillo L, 6-eje, 7-anillo P, 8-pared celular, 9-estátor, 10-anillo MS, 11-anillo C, 12-sistema de secreción de tipo III, 13-membrana externa, 14-membrana citoplasmática, 15-punta.

El flagelo bacteriano es una estructura única, completamente diferente de los demás sistemas orgánicos utilizados por los seres vivos para el movimiento. Realmente presenta una similitud notable con los sistemas mecánicos artificiales, pues es una compleja estructura compuesta de varios elementos (piezas) y que rota como una hélice.

### Estructura
Los flagelos bacterianos están compuestos por cerca de 20 proteínas, con aproximadamente otras 30 proteínas para su regulación y coordinación. El filamento es un tubo hueco helicoidal de 20 nm de espesor. El filamento tiene una fuerte curva o "codo" justo a la salida de la membrana externa, un eje se extiende entre el codo y el cuerpo basal, pasando por varios anillos de proteínas en la membrana de la célula que actúan como cojinetes. El filamento termina en una punta de proteínas.
El flagelo bacteriano está impulsado por un motor rotativo compuesto por proteínas (estátor, complejo Mot), situado en el punto de anclaje del flagelo en la membrana plasmática. El motor está impulsado por la fuerza motriz de una bomba de protones, es decir, por el flujo de protones (iones de hidrógeno) a través de la membrana plasmática bacteriana. 
El flagelo bacteriano está relacionado con el complejo de poro y con el sistema de secreción de tipo III, una jeringa molecular que las bacterias utilizan para inyectar toxinas en otras células. Dadas las similitudes, se piensa que tanto el flagelo como el sistema de secreción se han originado a partir del complejo de poro. Además, el sistema de secreción de tipo III parece ser una simplificación del flagelo, pues está formado por subconjunto de componentes del flagelo.

### Disposición de los flagelos

Los diferentes tipos de disposición de los flagelos bacterianos: A-Monotrico; B-Lofotrico; C-Anfitrico; D-Peritrico.

Distintas especies de bacterias tienen diferente número y localización de los flagelos. Las bacterias monotricas presentan un solo flagelo (por ejemplo, Vibrio cholerae). Las bacterias lofotricas tienen múltiples flagelos situados en el mismo punto (o en dos puntos opuestos) que actúan en concierto para conducir a las bacteria en una sola dirección. En muchos casos, las bases de los múltiples flagelos están rodeadas de una región especializada de la membrana plasmática, denominada membrana polar. Las bacterias anfitricas tienen un solo flagelo en cada uno de los dos extremos opuestos (un solo flagelo opera a la vez, permitiendo a la bacteria revertir rápidamente el movimiento cambiando el flagelo que está activo). Las bacterias peritricas tienen flagelos que se proyectan en todas las direcciones (por ejemplo, Escherichia coli).
En algunas bacterias, tales como las especies más grandes de Selenomonas, los flagelos se organizan fuera de la célula enroscándose helicoidalmente unos con otros para formar una gruesa estructura denominada fascículo. Otras bacterias como las espiroquetas tienen un tipo especializado de flagelo conocido como filamento axial situado intracelularmente en el espacio periplásmico, que produce la rotación de toda la bacteria para avanzar con un movimiento similar al de un sacacorchos.
La rotación de los flagelos monotricos polares empuja la célula hacia delante con los flagelos atrás. Periódicamente, la dirección de rotación se invierte brevemente, procuciendo un viraje en la célula. Esto se traduce en la reorientación de la célula. Cuando la bacteria se desplaza en una dirección favorable el viraje es poco probable. Sin embargo, cuando la dirección del movimiento es desfavorable (por ejemplo, lejos de un producto químico atrayente), es más probable la realización de un viraje, con la posibilidad de que la célula se reoriente así en una dirección favorable.

## Flagelo arqueano
El flagelo de las arqueas es superficialmente similar al bacteriano pero no es homólogo. Ambos flagelos consisten en filamentos que se extienden fuera de la célula y rotan para impulsar al microorganismo. En la década de 1980 se pensaba que eran homólogos; sin embargo, nuevos descubrimientos en la década de 1990 pusieron de manifiesto numerosas diferencias de detalle entre los flagelos bacterianos y arqueanos. Entre ellas se incluyen:
Las diferencias implican que los flagelos bacterianos y arqueanos son un caso clásico de evolución convergente, es decir son orgánulos análogos y no homólogos. Sin embargo, en comparación con las décadas de estudio del flagelo bacteriano, los flagelos arqueanos solo recientemente han comenzado a recibir atención científica seria. Por lo tanto, en muchas publicaciones se asume erróneamente que ambos flagelos son homólogos.

## Movimientos mediante flagelos
Los organismos que se desplazan mediante flagelos polares pueden hacerlo mediante dos estrategias, la llamada tractela donde es el flagelo que "tira" del organismo ubicándose delante de él y el de pulsela en el que el flagelo impulsa al organismo situándose atrás de él. 
Este movimiento depende de la dirección de rotación del flagelo. Si la rotación es antihoraria el desplazamiento es de empuje y si es horario es tirando.
Las bacterias cambian de dirección utilizando ambos métodos.
En el caso de las bacterias peritricas el movimiento horario provoca un desplazamiento aleatorio hasta colocar a la bacteria en la posición deseada para de nuevo girar en sentido antihorario y avanzar.